# St. Johannes der Täufer (Forchheim)

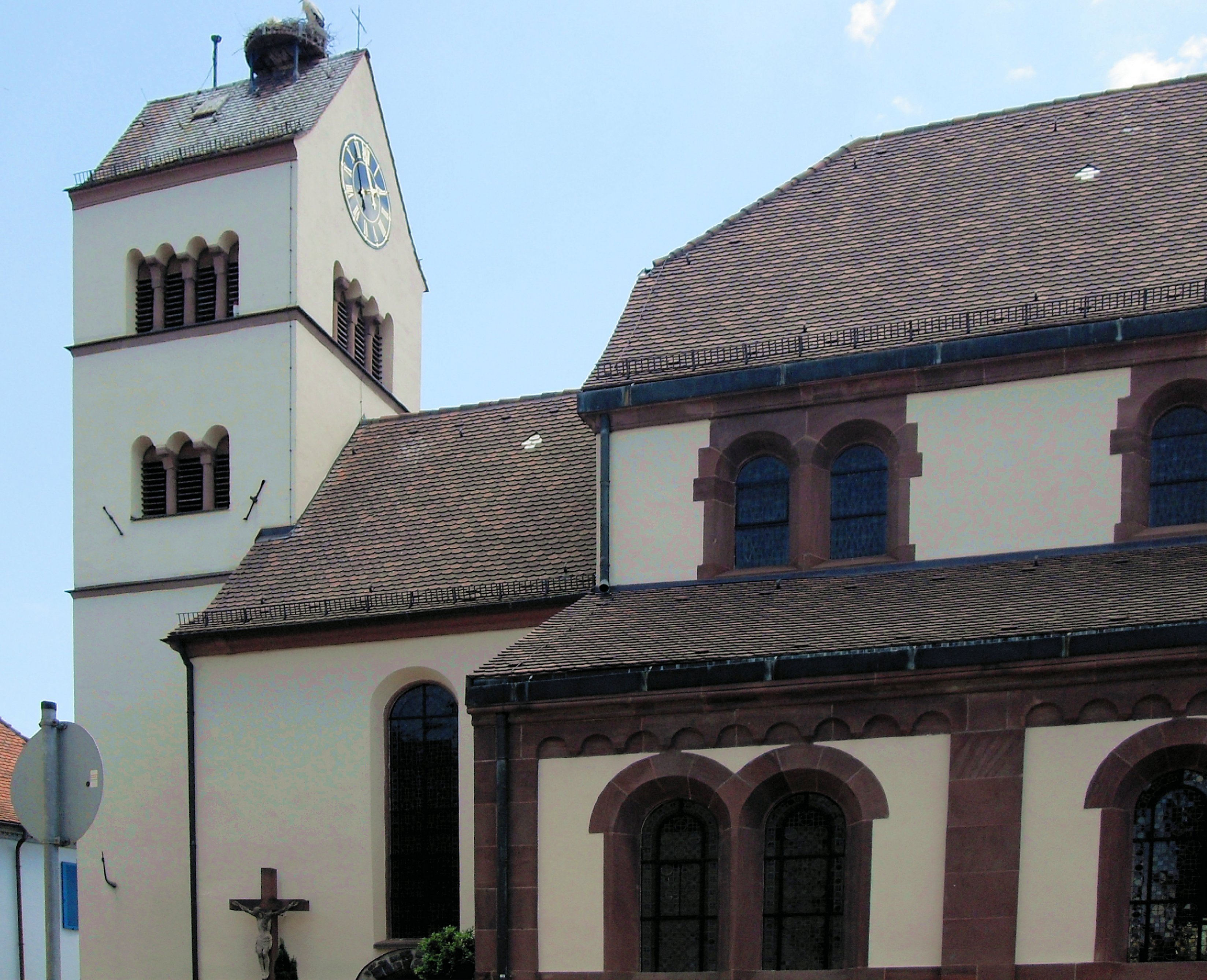
St. Johannes der Täufer in Forchheim

Die römisch-katholische Pfarrkirche St. Johannes der Täufer steht in
Forchheim, einer Gemeinde im Landkreis Emmendingen in Baden-Württemberg. Die Kirchengemeinde gehört zur Seelsorgeeinheit Nördlicher Kaiserstuhl (SENOKA) im Dekanat Endingen-Waldkirch des Erzbistums Freiburg. Das Bauwerk ist beim Landesamt für Denkmalpflege Baden-Württemberg als Baudenkmal eingetragen.

## Beschreibung
Die neuromanische Basilika wurde 1907/08 nach einem Entwurf von Raimund Jeblinger erbaut. Das Langhaus besteht aus einem Mittelschiff und zwei Seitenschiffen. Vor dem Mittelschiff befindet sich im Osten der Chor, an dessen Ostwand der Kirchturm steht, dessen untere Geschosse auf den ehemaligen Chorturm aus dem 12. Jahrhundert zurückzuführen sind. Über dem Portal in der Fassade im Westen befindet sich eine Statue von Johannes dem Täufer. 
Im Glockenstuhl des Turms hängen vier Kirchenglocken, zwei historische und zwei im 20. Jahrhundert hinzu gegossene
| Glocke | Name         | Gussjahr | Gießer                      | Durchmesser | Gewicht | Schlagton |
| ------ | ------------ | -------- | --------------------------- | ----------- | ------- | --------- |
| 1      | Johannes     | 1952     | Friedrich Wilhelm Schilling | 958 mm      | 505 kg  | g′+2      |
| 2      | Christkönig  | 1952     | Friedrich Wilhelm Schilling | 847 mm      | 341 kg  | a′+2      |
| 3      | Muttergottes | 1652     | Honorez Rozier              | 740 mm      |         | c″+4      |
| 4      | Petrus       | 1768     | F. I. Ferry                 | 570 mm      |         | f″-2      |

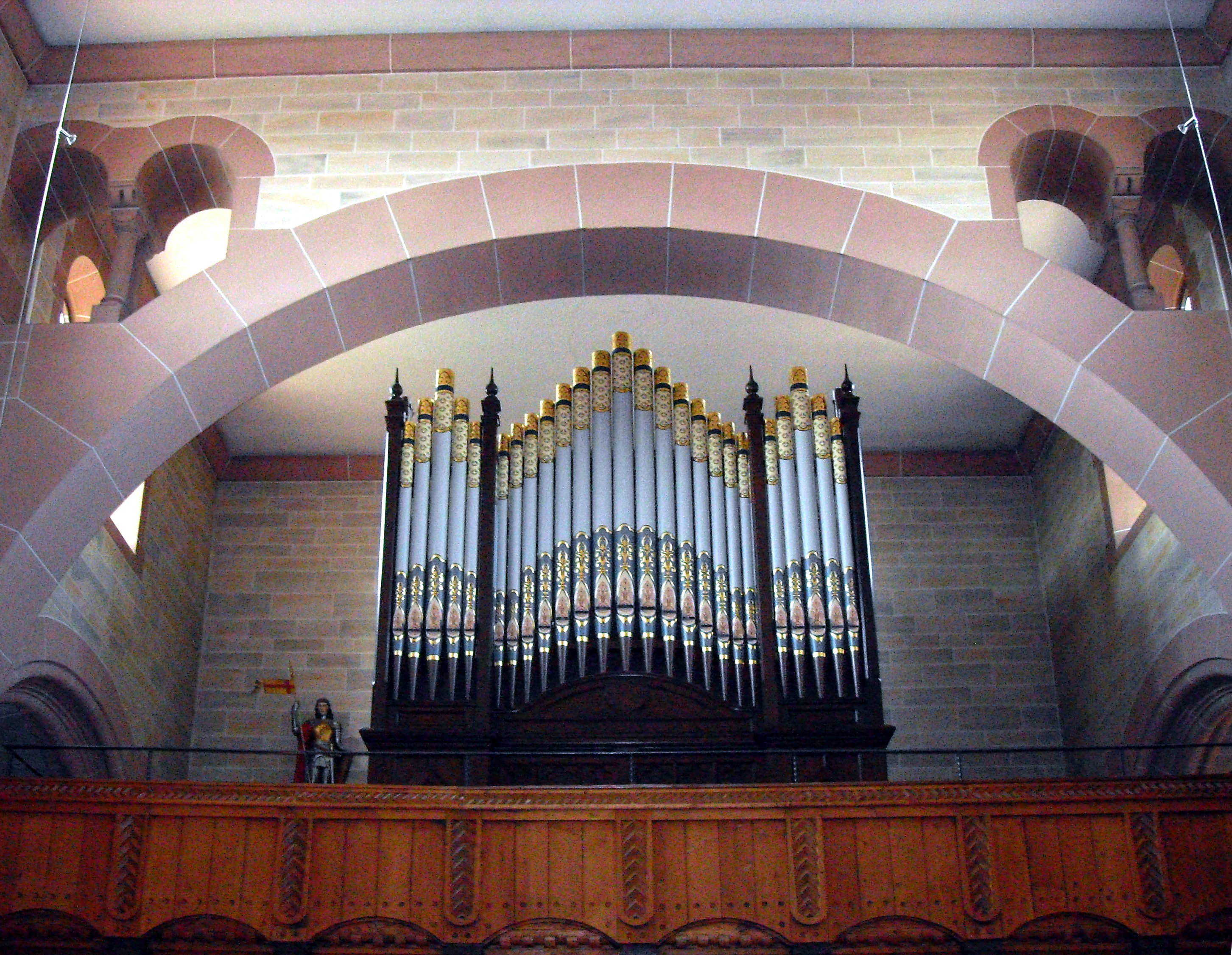
Orgel

Die 1891 von Forster & Andrews für eine Kirche in Maybole (Schottland) gebaute Orgel wurde nach Schließung der dortigen Kirche von dem den niederländischen Orgelbauer Fokke R. Feenstra gekauft, restauriert und 2011 in die hiesige Johanneskirche umgesetzt. Sie verfügt über 19 Register auf zwei Manualen und Pedal. Die Besonderheit dieser Orgel besteht in der ornamentalen Bemalung der Orgelpfeifen des Prospekts.